# Willum Þór Þórsson
Willum Þór Þórsson (17 marzo 1963) è un ex calciatore, allenatore di calcio e insegnante islandese.
Laureato in microeconomia e docente nelle scuole superiori, dal novembre 2010 è il primo allenatore della Nazionale islandese di calcio a 5.

## Carriera

### Giocatore

#### Club
In carriera ha giocato sempre nel suo paese, con le maglie di KR, Breidablik e Trottur.

#### Nazionale
Vanta 3 presenze nella nazionale del suo paese Under-17. Ha giocato anche nelle nazionali giovanili di basket del suo paese.

### Allenatore
Da allenatore è stato prima al Trottur, squadra con cui ha chiuso la carriera da giocatore e con cui ha conquistato una promozione in prima divisione islandese, trasferitosi all'Haukar in due anni centra la doppia promozione vincendo i campionati di terza seconda serie. Nel 2002 e sino al 2004 è al KR con cui vince il suo primo campionato islandese nel 2002. Dal 2005 al 2009 si siede sulla panchina del Valur, con cui prima vince la coppa d'Islanda e successivamente il titolo nazionale che mancava nella bacheca della società dal 1987. Vince dunque una coppa di Lega nel 2008 ed entrambe le supercoppe cui la squadra ha il diritto di partecipare: 2005 e 2007. Nel 2009 è al Keflavik con cui non ottiene risultati di rilievo.

## Palmarès

### Allenatore
- Campionato islandese: 2

KR: 2002
Valur: 2007
- Coppa d'Islanda: 1

Valur: 2005
- Coppa di Lega islandese: 1

Valur: 2008
- Supercoppa d'Islanda: 2

Valur: 2005, 2007